# Coenosia amplicauda
Coenosia amplicauda är en tvåvingeart som beskrevs av Xue 2006. Coenosia amplicauda ingår i släktet Coenosia och familjen husflugor. Inga underarter finns listade i Catalogue of Life.